# Kent-Olle Johansson
Kent-Olle Tommy Johansson, född 18 november 1960 i Stiby, är en svensk före detta brottare, som blev olympisk silvermedaljör i grekisk-romersk stil 62 kg i Los Angeles 1984.